# 오키타 도시히로
오키타 도시히로(일본어: 大北 敏博, 1952년 2월 18일 ~ )는 일본의 전 프로 야구 선수이다. 가가와현 사카이데시 출신이며 현역 시절 포지션은 내야수였다.

## 인물
다카마쓰 상업고등학교에서는 1학년 때인 1968년에 3루수로서 하계 고시엔 대회(제50회 전국 고등학교 야구 선수권 대회)에 출전했다. 이 대회에서는 3차전에 진출했지만 시즈오카 상업고등학교의 니우라 히사오 투수에게 0대 14로 완봉패를 당했다. 2학년 위의 팀 동료인 요시무라 겐지가 있었다. 이듬해인 1969년부터 팀내 에이스이자 3번 타자로서 활약을 했고 동기인 호소카와 야스오와 배터리를 구성했다. 같은 해 하계 고시엔 대회 예선 기타시코쿠 대회에서 결승에 진출했지만 마쓰야마 상업고등학교의 이노우에 아키라 투수에게 완봉패를 당하여 팀은 탈락했다. 마쓰야마 상업고등학교는 그 해에 고시엔 대회에서 우승했다.
3학년 때인 1970년에는 춘계·하계 고시엔 대회에 출전했는데 춘계 선발 대회(제42회 선발 고등학교 야구 대회)에서는 1차전 상대인 도야마 상업고등학교와 연장 12회 접전 끝에 1대 2로 졌다. 이 경기에서는 구원 투수로 등판하여 16개의 삼진을 잡아냈다. 하계 고시엔 대회(제52회 전국 고등학교 야구 선수권 대회)에서는 1차전부터 3경기 연속 완봉승을 따내는 등의 활약을 펼쳤지만 준결승전에서 PL가쿠엔 고등학교의 니미 사토시와 투수전을 벌인 끝에 5대 16으로 패했다. 투수이면서도 타격력이 뛰어나 고교 시절 통산 타율 0.420, 18홈런을 기록했다.
고시엔 대회가 끝난 후 요미우리 자이언츠, 주니치 드래건스, 히로시마 도요 카프,  한큐 브레이브스 등 여러 프로 구단으로부터 입단 제의를 받았다. 그러나 오키타는 도쿄 6대학 야구를 동경하며 특히 소케이센 마운드에 오르는 꿈을 갖고 있었기 때문에 드래프트 회의 직전까진 와세다 대학에 진학하겠다고 선언했다. 와세다 대학 야구부 선발 시험에 응시함과 동시에 프로 입단 권유를 받은 전체 구단에 대해 입단 거부 의사를 전달했었다. 그런데 드래프트에서 요미우리로부터 2순위에 지명되자 돌연 프로 입단을 표명하고 입단했기 때문에 언론으로부터 요미우리와의 밀약 의혹을 받은 적도 있었다.
입단 후에는 고교 시절부터 시달렸던 오른쪽 팔꿈치 부상도 있어 강한 타격과 빠른 발을 활용하여 내야수로 전향했다. 1972년에는 주니어 올스타전에도 출전함과 동시에 유격수로서 이스턴 리그 베스트 나인에도 선정됐다. 1976년에는 타율 0.333으로 이스턴 리그(2군) 수위 타자를 차지했다. 1978년에는 1군에서 33경기(이 중 5경기는 선발 멤버)에 출전하여 첫 홈런도 때려냈지만 그 후에는 성적이 주춤했고 1979년 시즌 종료 후 나리시게 하루오와의 맞트레이드로 세이부 라이온스에 이적했다. 1980년에는 4월에만 2경기에 선발 출전했지만 이후에 출전 기회는 별로 없었고 그 해를 끝으로 현역에서 은퇴했다.
은퇴 후에는 도쿄에서 영업 사원으로 활동했다.

## 상세 정보

### 출신 학교
- 가가와 현립 다카마쓰 상업고등학교

### 선수 경력
- 요미우리 자이언츠(1971년 ~ 1979년)
- 세이부 라이온스(1980년)

### 개인 기록
- 첫 출장 : 1977년 4월 17일, 대 야쿠르트 스왈로스 3차전(고라쿠엔 구장), 7회말에 후지시로 가즈아키의 대타로 출장
- 첫 타석 : 상동, 7회말에 가지마 겐이치 앞에서 삼진
- 첫 선발 출장 : 1978년 4월 13일, 대 요코하마 다이요 웨일스 4차전(후지사키다이 현영 야구장), 7번·유격수로 선발 출장
- 첫 안타·첫 타점 : 상동, 1회말에 히라마쓰 마사지로부터
- 첫 홈런 : 1978년 6월 8일, 대 야쿠르트 스왈로스 11차전(메이지 진구 야구장), 8회초에 고바야시 구니오로부터 2점 홈런

### 등번호
- 43(1971년 ~ 1978년)
- 2(1979년)
- 4(1980년)

### 연도별 타격 성적
| 연 도      | 소 속      | 경 기 | 타 석 | 타 수 | 득 점 | 안 타 | 2 루 타 | 3 루 타 | 홈 런 | 루 타 | 타 점 | 도 루 | 도 루 자 | 희 생 번 | 희 생 플 | 볼 넷 | 고 4 | 사 구 | 삼 진 | 병 살 타 | 타 율 | 출 루 율 | 장 타 율 | O P S |
| ---------- | ---------- | ----- | ----- | ----- | ----- | ----- | ------- | ------- | ----- | ----- | ----- | ----- | -------- | -------- | -------- | ----- | ---- | ----- | ----- | -------- | ----- | -------- | -------- | ----- |
| 1977년     | 요미우리   | 1     | 1     | 1     | 0     | 0     | 0       | 0       | 0     | 0     | 0     | 0     | 0        | 0        | 0        | 0     | 0    | 0     | 1     | 0        | .000  | .000     | .000     | .000  |
| 1978년     | 요미우리   | 33    | 34    | 26    | 5     | 6     | 1       | 0       | 1     | 10    | 4     | 1     | 2        | 1        | 0        | 5     | 0    | 2     | 5     | 0        | .231  | .394     | .385     | .779  |
| 1980년     | 세이부     | 6     | 5     | 5     | 0     | 1     | 1       | 0       | 0     | 2     | 0     | 0     | 0        | 0        | 0        | 0     | 0    | 0     | 3     | 0        | .200  | .200     | .400     | .600  |
| 통산 : 3년 | 통산 : 3년 | 40    | 40    | 32    | 5     | 7     | 2       | 0       | 1     | 12    | 4     | 1     | 2        | 1        | 0        | 5     | 0    | 2     | 9     | 0        | .219  | .359     | .375     | .734  |